# Haut Valromey
Haut Valromey es una comuna francesa situada en el departamento de Ain, en la región de Auvernia-Ródano-Alpes.

## Geografía
Con 121,88 km², es el municipio más grande del departamento de Ain.

## Historia
Fue creada el 1 de enero de 2016, en aplicación de una resolución del prefecto de Ain de 29 de diciembre de 2015 con la unión de las comunas de Hotonnes, Le Grand-Abergement, Le Petit-Abergement y Songieu, pasando a estar el ayuntamiento en la antigua comuna de Hotonnes.
El 1 de enero de 2025 absorbe la comuna de Ruffieu.

## Demografía
Según los datos aportados en la última resolución del prefecto de Ain, la comuna pasa a tener 811 habitantes.

## Composición
| Comuna delegada     | Código INSEE | Población (2018) | Superficie (km²) | Densidad (hab./km²) |
| ------------------- | ------------ | ---------------- | ---------------- | ------------------- |
| Hotonnes            | 01187        | 300              | 28.40            | 11                  |
| Le Grand-Abergement | 01176        | 127              | 31.92            | 4                   |
| Le Petit-Abergement | 01292        | 135              | 26.95            | 5                   |
| Ruffieu             | 01330        | 174 (2022)       | 14.03            | 12                  |
| Songieu             | 01409        | 129              | 20.58            | 6                   |